# Zhutian, Guangdong
Zhutian (kinesiska: 主田) är en köping i sydöstra Kina. Den ligger i Nanxiong i staden Shaoguan i provinsen Guangdong, omkring 240 kilometer nordost om provinshuvudstaden Guangzhou. Antalet invånare är 5 781. Befolkningen består av 2 921 kvinnor och 2 860 män. Barn under 15 år utgör 19,0 %, vuxna 15-64 år 66 %, och äldre över 65 år 14,0 %.